# 山口 (所沢市)
山口（やまぐち）は、埼玉県所沢市の南西部の大字。旧入間郡山口村。郵便番号は359-1145。

## 地理
所沢市内の南西部、山口地区に所属する。中心部を西武狭山線が通っており、東は西所沢駅周辺、南は西武ドームから西武園ゆうえんちにかけての東京都との都県境、西は椿峰ニュータウンから北は山口団地付近までの、面積約 2.95km2の範囲である。
周辺の上新井 ･西所沢 ･星の宮 ･荒幡 ･久米 ･上山口 ･小手指南 ･小手指元町 ･小手指台 、および東大和市多摩湖、東村山市多摩湖町と隣接する。
地内に小字として岩崎・東椿峰・堀之内・菩提樹・町田・町谷が存在する。

### 河川
- 柳瀬川 - 橋梁： 旭橋 ・判立橋 ・児泉橋
- 六ツ家川 - 橋梁： 栄橋 ・新田橋

### 地価
住宅地の地価は、2015年（平成27年）1月1日の公示地価によれば、山口字本村前137番21の地点で15万1000円/m2となっている。

## 歴史
かつては、埼玉県入間郡山口村であった。他地域の町名変更や住居表示の実施により一部が西所沢、星の宮、小手指南、小手指台になったが、現在もほとんどの地域が残っている。

### 地名の由来
由来の明記は無く平安時代末に武蔵七党の村山党村上氏から分かれた家継が当地山口に居を構え山口氏を名乗った、とあるためその頃には既に山口と呼称されていた。

### 沿革
- 知行は幕府領および旗本坂部・小林・武蔵（2家）・松風・久貝・長田・久松氏8氏の相給[8]。
- 地域が広いという理由により、山口村が元禄期までに町谷・新堀・大鐘・川辺・堀口・菩提木・久米・堀之内・氷川村に分村したと云う[8]。
- 1868年（慶応4年）6月20日 - 武蔵知県事・松村長為（旧幕府代官）の管轄となる。（「入間郡#近代以降の沿革」も参照）
- 1869年（明治2年）1月13日　武蔵知県事・古賀定雄の管轄区域に品川県を設置、同県の管轄となる[9]。県庁は東京府馬喰町に置かれる。
- 1871年（明治4年）11月14日 -  第1次府県統合により、入間県の管轄となる。
- 1873年（明治6年）6月15日 - 入間県が群馬県（第1期）と合併して熊谷県となる。
- 1875年（明治8年） - 弱小村を合併させる明治政府の方針により、山口町谷・菩提木・氷川・打越・山口堀之内・岩崎の六ヶ村が合併して山口村が成立する[10][8]。
- 1876年（明治9年）8月21日 - 第2次府県統合により、埼玉県の管轄となる。
- 1879年（明治12年）3月17日 - 郡区町村編制法により発足した入間郡に属する[8]。郡役所は川越町に設置。
- 1889年（明治22年）4月1日 - 町村制施行に伴い、山口村が単独で入間郡山口村となる。大字は無し[8]。また、上山口村、勝楽寺村と3村で山口組合村となる。
- 1902年（明治35年）6月1日 - 山口組合村内の（旧）山口村・上山口村・勝楽寺村が合併し、（新）山口村の村域となる。（旧）山口村は（新）山口村の大字山口となる[8]。大字山口に村役場が設置される。
- 1943年（昭和18年）4月1日 - 山口村が所沢町・小手指村・富岡村・吾妻村・松井村と合併し、所沢町の大字となる。
- 1950年（昭和25年）11月3日 - 所沢町が市制を施行、所沢市の大字となる。
- 1953年（昭和28年）- 地内に山口公民館が開設される[8]。
- 1965年（昭和40年）4月1日 - 住居表示実施により一部が西所沢となり分離。
- 1966年（昭和41年）4月1日 - 住居表示実施により、一部が星の宮となり分離。
- 1967年（昭和42年） - 地内に所沢山口郵便局が開局される[8]。また、市立山口保育園が開園する[8]。
- 1980年（昭和55年） - 西北部が椿峰ニュータウンとして開発される。
- 1995年（平成7年） - 山口民俗資料館が開館された[11]。
- 2004年（平成16年）7月17日 - 区画整理実施により、椿峰ニュータウンの一部が小手指南となり分離。
- 2009年（平成21年）9月5日 - 上新井地区の町名･地番変更により、一部が小手指台となり分離。

## 世帯数と人口
2025年（令和7年）5月31日現在の世帯数と人口は以下の通りである。
| 大字 | 世帯数     | 人口     |
| ---- | ---------- | -------- |
| 山口 | 11,423世帯 | 23,853人 |

## 小・中学校の学区
市立小・中学校に通う場合の学区（校区）は以下の通り
| 町丁 | 番・番地 | 小学校                             | 中学校                             |
| ---- | -------- | ---------------------------------- | ---------------------------------- |
| 山口 | 北西部   | 所沢市立小手指小学校（小手指元町） | 所沢市立小手指中学校（小手指元町） |
| 山口 | 北部     | 所沢市立上新井小学校（上新井）     | 所沢市立小手指中学校（小手指元町） |
| 山口 | 中央部   | 所沢市立泉小学校                   | 所沢市立山口中学校                 |
| 山口 | 南部     | 所沢市立山口小学校                 | 所沢市立山口中学校                 |
| 山口 | 南西部   | 所沢市立山口小学校                 | 所沢市立上山口中学校（上山口）     |
| 山口 | 西部     | 所沢市立椿峰小学校（小手指南）     | 所沢市立上山口中学校（上山口）     |

## 交通

### 鉄道
- 西武鉄道
  - 西武狭山線
    - 下山口駅

  - 西武山口線
    - 西武園ゆうえんち駅

### バス
- 西武バス
  - 西武池袋線・西武新宿線所沢駅より 椿峰ニュータウン行きバス
    - 大六天下車

  - 西武池袋線小手指駅より 椿峰ニュータウン行きバス
    - 椿峰小学校入口〜図書館前〜椿峰中央〜中央公園〜椿峰ニュータウン下車

  - 西武池袋線小手指駅より 宮寺西行きバス
    - 大六天北〜大六天下車

### 道路
- 東京都道・埼玉県道4号東京所沢線
- 埼玉県道・東京都道55号所沢武蔵村山立川線
- 市道「さくら通り」
- 市道「山口小通り」
- 市道「椿峰中央通り」
- 市道「山口城址通り」

交差点
| - 椿峰ニュータウン東 - 椿峰ニュータウン中央 | - 梨子ノ木戸 - 岩崎 | - 山口中学校入口 - 下山口駅入口 | - 山口城址前 |

## 寺社・史跡
寺院
- 仏蔵院（佛蔵院） - 真言宗豊山派の寺院。狭山三十三観音霊場第2番札所。
  - 山口貯水池（狭山湖）の建設で水没する地に在った旧勝楽寺[14]。現在地に移築･改称された。
  - 石川文松筆「曲水清遊図」･「蓮花図」杉戸絵は所沢市指定文化財に指定されている[15]。
- 瑞岩寺 - 曹洞宗の寺院。 - 毎年10月に獅子舞がとり行われる。狭山三十三観音霊場第6番札所。
- 勝光寺 - 臨済宗妙心寺派の寺院。狭山三十三観音霊場第5番札所。
- 峰薬師堂 - 臨済宗妙心寺派、延宝8年（1680年）創建
- 海蔵寺 - 真言宗豊山派の寺院。
- 密厳院 - 真言宗豊山派の寺院。
- 一乗教会 - 日蓮宗の寺院。
- 来迎寺 - 曹洞宗系の単立寺院。
- 六斎堂 - 金乗院の所属堂宇。狭山三十三観音霊場第3番札所。

神社
- 中氷川神社 - 埼玉県所沢市山口1849
  - 延喜5年（905）、醍醐天皇の勅命で編纂され た古代の「延喜式」に載る古社という。さいたま市の氷川神社と奥多摩の奥多摩神社の中央にあるので、中氷川神社と称したともいう。 山口氏も尊崇し、山口家継が社殿を造営、その後戦火で焼失し、元禄2年（1689）本殿が造営された。 日本武尊が東征の際に勧請したともいう。
- 美薗上八雲神社 - 埼玉県所沢市山口 1328
  - 山口城主の山口高治の子高忠氏が城の規模し、ここに庭園を造ったことから美薗上と称した。また、白の鬼門を守護するためにスサノヲノミコトを祭る八雲神社を建てた。時を経て荒廃していたのを惣代の明主の小峰善右衛門氏が再興した。敷地内には、山口小手指貫通記念が設置されている。7月2週目日曜日に「夏の八雲祭礼」が行われている。
- 岩崎弁財天 - 埼玉県所沢市山口359
  - 岩崎地区の惣社鎮守として上組に水神社、中組に氷川社、下組に氷川社があったが明治39年(1906年)の神社合祀令により中氷川神社に合祀され、のちに現在の所沢市立山口保育園に移された。瑞岩寺の「岩崎簓獅子舞」はこの弁財天に詣でて始まる。
- 翁樹神社 - 埼玉県所沢市山口1966
  - 創建年代等は不詳ながら、当地菩提木村（菩提樹村）には稲荷社・山王社があった。また、密厳院の掲示では当地の老樹は、「平安時代初頭に弘法大師によって植えられた菩提樹の末葉」だといいます。
- 峯八雲神社 - 埼玉県所沢市山口1061-7
  - 西方箱根ヶ崎より扇状に東走する三本の狭山丘陵の北陵最東端の峯に、素戔嗚尊を奉納した八雲神社である。
- 冰川之御社 - 埼玉県所沢市山口314-20付近
  - 創立・由緒不明
- 稲荷大明神 -  埼玉県所沢市山口1544付近
  - 創立・由緒不明

史跡
- 山口城跡
- 膳棚遺跡 - （現:所沢山口団地付近）
  - 縄文時代中期の土器や石器と共に竪穴建物の拡張や重複の跡が発見されている[16]

## 公園・緑地
公園・緑地
地内には、椿峰中央公園など計12ヶ所の公園と狭山丘陵緑地など計7ヶ所の保全緑地、公益財団法人トトロのふるさと基金が購入・保全しているど計5ヶ所の山林地のが設置されている。
| - 椿峰公園 - 春の台公園 - 城上公園 - 大塚公園 - 寺ケ谷戸公園 - 児泉公園 - 春の台第2公園 - 椿峰西公園 - 椿峰東公園 - 中氷川台公園 | - 桜淵公園 - 椿峰中央公園 - 狭山丘陵緑地 - 椿峰2号緑地 - 仙元前緑地 - 椿峰59街区緑地 - 椿峰75街区緑地 - 椿峰81街区緑地 - 椿峰84街区緑地 | - トトロの森 6号地 - トトロの森 23号地 - トトロの森 25号地 - トトロの森 35号地 - トトロの森 36号地 |

## 学校

### 中学校
市立
- 所沢市立山口中学校[20]

### 小学校
市立
- 所沢市立泉小学校[20]
- 所沢市立山口小学校[20]

## 保育・児童施設

### 幼稚園
私立
- 私立所沢第三文化幼稚園[21]

### 保育園
市立
- 所沢市立山口保育園[22]

私立
- 私立桑の実西所沢保育園[22]
- 私立第二所沢元氣保育園[22]

### 地域型保育事業
- どんぐりほいくしつ[22]

### 認可外保育施設
- 埼玉西ヤクルト販売株式会社キッズランド所沢西[23]

### 児童館
- 所沢市立つばき児童館[24]

## 施設
公共
- 山口まちづくりセンター（公民館と出張所を統合[25]）
- 所沢中央消防署山口分署（旧南分署）
- 山口民俗資料館
- 所沢市立所沢図書館 椿峰分館

医療
- 所沢白翔会病院 - 2024年4月1日開院
  - 令和5年(2023年)11月25日に所沢明生病院と狭山病院が増床合併し、所沢美原総合病院の開院。それに伴い閉院。所沢明生病院跡地に設置[26]。

商業
- 西武園ゆうえんち
- 西武園ゴルフ場
- 所沢山口郵便局
- JAいるま野山口支店
  - 令和3年(2021年)12月にＪＡいるま野 所沢西支店と統合に伴い閉業[27]。

## 関連文献
- 「菩提木村」『新編武蔵風土記稿』 巻ノ157入間郡ノ2、内務省地理局、1884年6月。NDLJP:764001/69。
- 「氷川村」『新編武蔵風土記稿』 巻ノ158入間郡ノ3、内務省地理局、1884年6月。NDLJP:764001/71。